# Hermann Rumpf

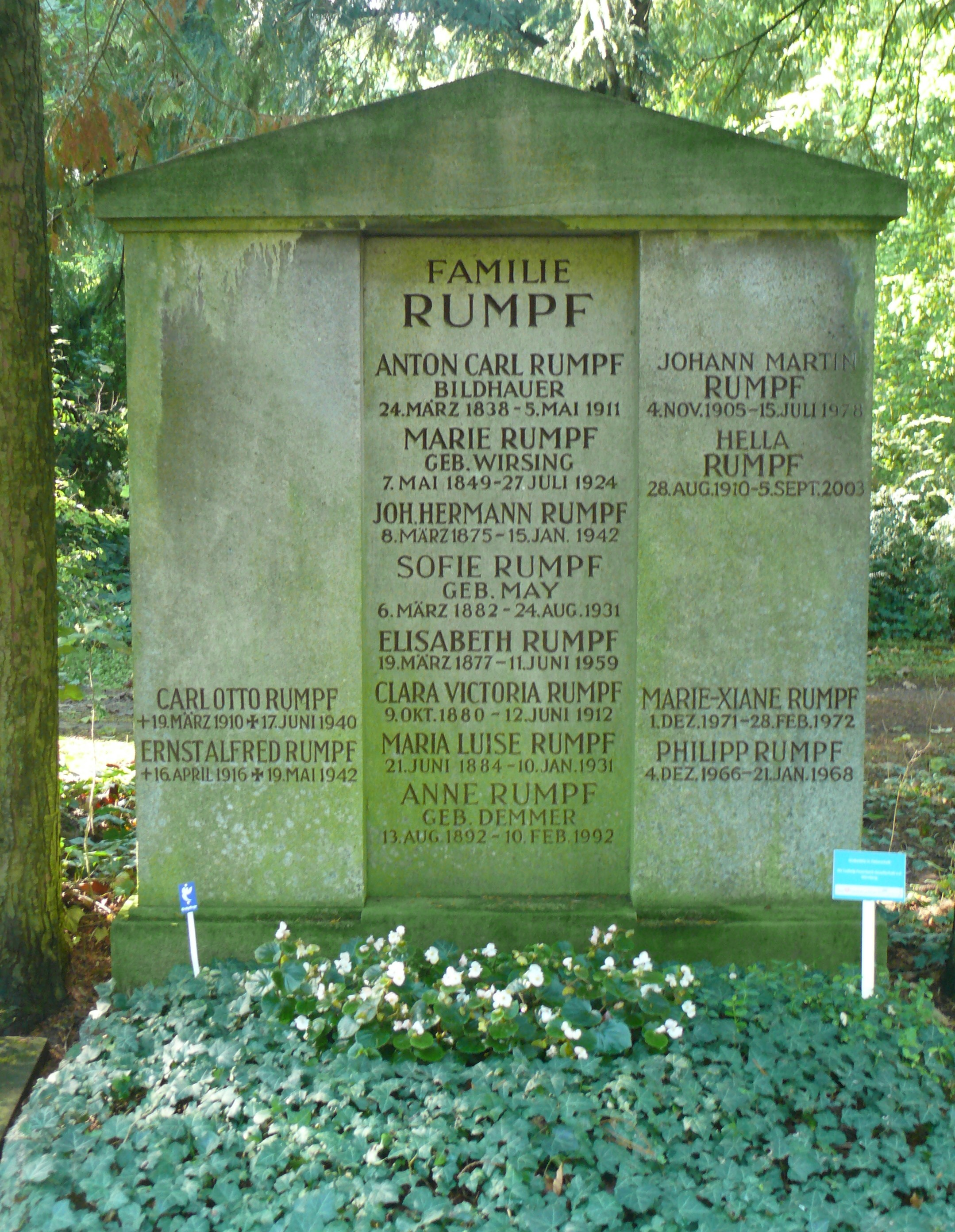
Das Grab von Hermann Rumpf und seiner Ehefrau Sophie geborene May im Familiengrab auf dem Hauptfriedhof (Frankfurt am Main)

Johann Hermann Rumpf (* 8. Mai 1875 in Frankfurt am Main; † 15. Januar 1942 ebenda) war ein deutscher Jurist. Rumpf war von 1920 bis 1932, zunächst für die Deutschliberale Partei und später für Deutsche Volkspartei, Mitglied im Nassauischen Kommunallandtag, von 1921 bis 1930 Mitglied im Preußischen Staatsrat sowie von 1930 bis 1932 im Provinziallandtag von Hessen-Nassau.

## Leben

### Familie
Hermann kam aus der wetterauischen Familie Rumpf, aus der zahlreiche Wissenschaftler, Künstler und Theologen hervorgegangen sind. Sein Großvater war der Architekt Friedrich Rumpf (1795–1867), der in Frankfurt am Main stadtprägende klassizistische Bauten errichtete. Dessen Sohn Anton Karl Rumpf (1838–1911) wurde Bildhauer. Er heiratete Marie Viktoire, eine geborene Wirsing. Sie waren die Eltern von Hermann. Er war der einzige Sohn von vier Kindern des Paares.

### Ausbildung und beruflicher Werdegang
Rumpf besuchte das städtische Gymnasium in Frankfurt, dass er mit dem Abitur verließ. Er studierte Rechtswissenschaften und Nationalökonomie an den Universitäten in Tübingen, Leipzig und Marburg. An der juristischen Fakultät der Leipziger Universität promovierte er 1905 mit der Dissertation Die Beschwerung des Berufungsklägers als Berufungsvoraussetzung zum Dr. jur. Rumpf wurde als Gerichtsreferendar im Bezirk des Oberlandesgerichtes Frankfurt am Main in den preußischen Justizdienst übernommen, seit November 1902 als Gerichtsassessor. 
Später ließ er sich dauerhaft als Rechtsanwalt, seit 1920 auch als Notar, in Frankfurt nieder. Bereits am 3. Januar 1911 wurde er Stadtverordneter in Frankfurt, ein Amt, das er bis zum 7. November 1919 ausübte. Zwei Wochen zuvor, am 20. Oktober 1919, wurde Rumpf zum unbesoldeten Stadtrat in Frankfurt gewählt, trat aber am 28. November 1921 als solcher zurück. 1925 wurde er Mitglied des Verwaltungsrates des Freien Deutschen Hochstifts, dessen Vorsitz er 1936 übernahm. Anlässlich einer gemeinsamen Tagung der Goethe-Gesellschaft, der Deutschen Shakespeare-Gesellschaft und des Freien Deutschen Hochstifts am 28. August 1938 in Frankfurt verfasste er die Schrift Aus der Geschichte des Freien Deutschen Hochstifts für alle Teilnehmer. Im Oktober 1928 war er, nach einem Auflösungsbeschluss des Stiftungsvorstandes, Liquidator der Stiftung Freiherrlich Carl von Rothschild’sche öffentliche Bibliothek und übereignete das bewegliche Stiftungseigentum der Stadt Frankfurt am Main. Die Stiftung war 1887 von Hannah Luise von Rothschild (1850–1892) zum Andenken an ihren 1886 verstorbenen Vater Mayer Carl von Rothschild (1820–1886) gegründet worden. 
Hermann Rumpf starb am 15. Januar 1942 im Alter von 66 Jahren in seiner Geburtsstadt Frankfurt. Er wurde in dem Familiengrab auf dem Frankfurter Hauptfriedhof bestattet, das Grab ist erhalten. Für seine Verdienste erhielt er den Titel eines Justizrates. Er war mit Sophie, einer geborenen May, verheiratet. Sie hatten drei Söhne.

### Parlamentarische Arbeit
Von 1920 bis 1932 war Rumpf Abgeordneter im Nassauischen Kommunallandtag. 1920 für die Deutschliberale Partei sowie von 1921 bis 1925 und 1930 bis 1932 für die Deutsche Volkspartei. Von 1926 bis 1929 gehörte er dort auch zur Hessen-Nassauischen Arbeitsgemeinschaft Stadt und Land. Ab Mai 1921 bis Januar 1930 war er für die Deutsche Volkspartei Mitglied der Arbeitsgemeinschaft im Preußischen Staatsrat. Von 1930 bis 1932 vertrat er seine Heimatstadt Frankfurt im Provinziallandtag von Hessen-Nassau. Er gehörte dem Hessen-Nassauischen Provinzialrat an und war von 1930 bis 1933 Mitglied im Provinzialausschuss von Hessen-Nassau.

## Veröffentlichungen (Auswahl)
- Die Beschwerung des Berufungsklägers als Berufungsvoraussetzung. (Dissertationsschrift), Frankfurt am Main 1905.
- Die Unterstützung der Kriegsteilnehmer-Familien in Frankfurt am Main. Bericht über die Tätigkeit der Unterstützungs-Kommission des Lieferungsverbandes im ersten Kriegsjahre. 1915.
- Aus der Geschichte des Freien Deutschen Hochstifts. (Festschrift), Frankfurt am Main 1938.